# Hypoplectrus

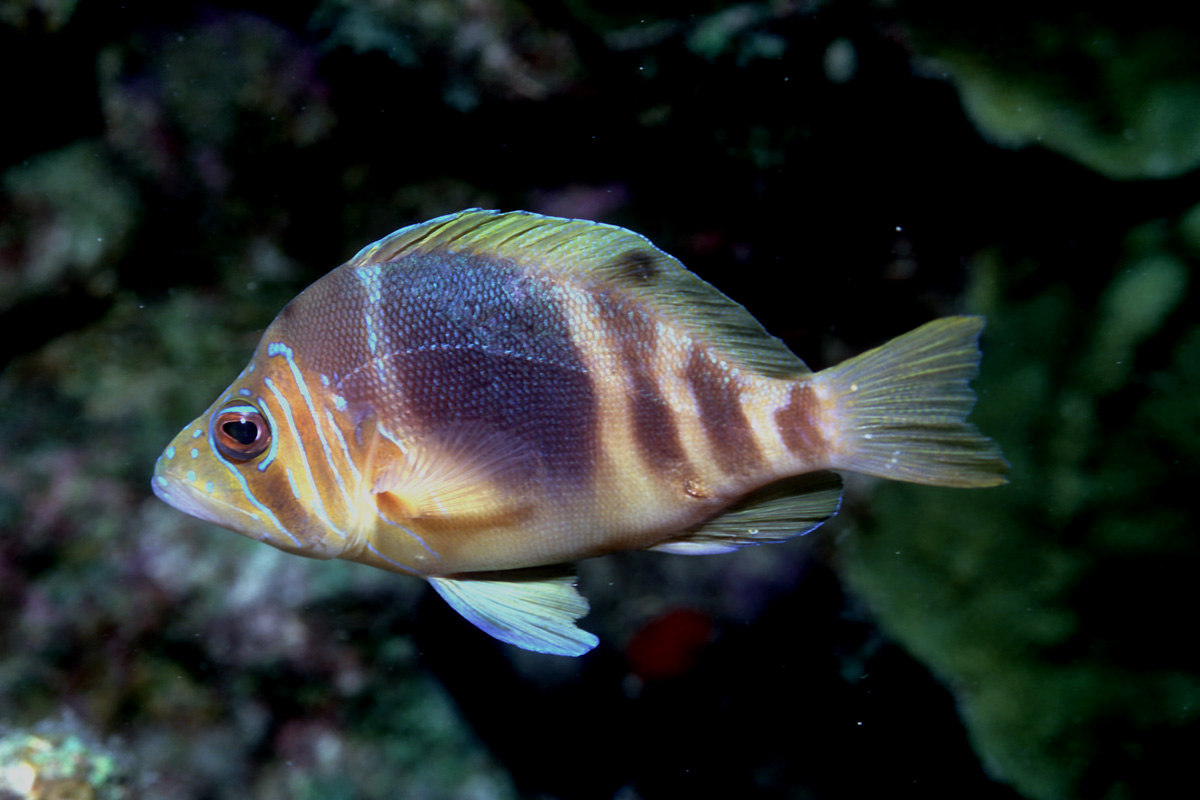
Hypoplectrus puella

Hypoplectrus Gill, 1861 è un genere di pesci di acqua salata appartenenti alla famiglia Serranidae.

## Distribuzione e habitat
Provengono dalle barriere coralline dell'oceano Atlantico e del mar dei Caraibi.

## Descrizione
Presentano un corpo non particolarmente allungato, compresso ai lati e con la testa dal profilo appuntito. La colorazione è molto variabile. Le specie di dimensioni maggiori sono Hypoplectrus nigricans e Hypoplectrus puella, che raggiungono i 15,2 cm.

## Tassonomia
In questo genere sono riconosciute 16 specie:
- Hypoplectrus aberrans
- Hypoplectrus castroaguirrei
- Hypoplectrus chlorurus
- Hypoplectrus ecosur
- Hypoplectrus floridae
- Hypoplectrus gemma
- Hypoplectrus gummigutta
- Hypoplectrus guttavarius
- Hypoplectrus indigo
- Hypoplectrus maculiferus
- Hypoplectrus maja
- Hypoplectrus nigricans
- Hypoplectrus providencianus
- Hypoplectrus puella
- Hypoplectrus randallorum
- Hypoplectrus unicolor